# 투피과라니어파
투피-과라니어파(Tupi–Guarani)는 남아메리카의 여러 원주민 언어들로 이루어진 언어군이다. 투피어족의 하위 분파 중 가장 광범위하게 분포된 것으로서, 대략 50개의 언어로 세분되는데 대표적으로 고대 투피어와 과라니어가 있다. 현대에 가장 많이 쓰이는 것은 과라니어로서, 스페인어와 함께 파라과이의 공용어로 지정되어 있다.

## 분류
Rodrigues & Cabral (2012)은 다음의 8개 하위 분파를 제시한다.
- 과라니어군(Guaraní): 과라니어(방언 연속체), 카이와어(파이타비테라어), 아체어, 셰타어?
- 과라유어군(Guarayu): 과라유어, 파우세르나어, 시리오노어
- 투피어군(Tupí): 고대 투피어(링구아 제랄 파울리스타), 투피남바어(녜엥가투어, 링구아 제랄, 포티과라어), 코카마어, 아마과어, 투피니킹어
- 테네테아라어군(Tenetehara): 아콰와어, 아바 카노에이루어, 타피라페어, 테네테아라어, 투리와라어
- 카와이브어(Kawahíb): 방언 연속체
- 카마유라어(Kamayurá)
- 싱구어군(Xingu): 아남베어, 아마나예어, 싱구 아수리니어, 아라웨테어, 아우라어, 아라란데와라어
- 북부 투피과라니어군(Northern Tupi–Guaraní): 에렌라이히 아남베어, 에메리용어, 과자어, 와양피어, 조에어, 타쿠냐페어, 카아포르어, 와양피푸쿠어